# 普法尔茨地区弗赖默斯海姆
普法尔茨地区弗赖默斯海姆（德語：Freimersheim (Pfalz)），简称弗赖默斯海姆（德語：Freimersheim，發音：[ˈfʁaɪmɐsˌhaɪm]），是德国莱茵兰-普法尔茨州南魏恩施特拉瑟县的市镇，面积5.37平方千米，2023年12月31日人口为1,011人。